# Markijan Szaszkewycz
Markijan Szaszkewycz, także spotykany zapis Markian Szaszkewicz, Szaszkiewicz (ukr. Маркіян Шашкевич; ur. 6 listopada 1811 w Podlesiu, zm. 7 czerwca 1843 w Nowosiółkach) – ukraiński poeta i pisarz, duchowny greckokatolicki.
Jeden z twórców ruchu literackiego znanego jako Ruska Trójca, który odegrał kluczową rolę w procesie nabywania ukraińskiej świadomości narodowej przez Rusinów galicyjskich. Jako pierwszy zaczął tworzyć utwory poetyckie w ludowym języku ruskim, jak również tworzyć w tym języku teksty teoretycznoliterackie i etnograficzne. W 1837 członkowie Ruskiej Trójcy wydali tom zatytułowany Rusałka Dniestrowa, w którym zawarli kilka pieśni ludowych, kilka utworów własnych, tłumaczeń z różnych języków słowiańskich oraz rozważania nad piśmiennictwem staroruskim. Mimo faktu, iż dzieło nie zawierało przesłania politycznego, z powodu trudności z cenzurą ukazało się nie w Galicji, a na Węgrzech. Inicjatorzy publikacji zostali objęci nadzorem policyjnym, zaś konsystorz greckokatolicki udzielił im upomnienia; działalność Ruskiej Trójcy jako grupy uległa faktycznemu załamaniu. Wcześniej, w 1830, Szaszkewycz zdołał ukończyć greckokatolickie seminarium duchowne (w którym uczył się z przerwami), ożenił się i został wyświęcony na kapłana.
Mimo złej sytuacji materialnej, do końca życia tworzył i utrzymywał kontakt korespondencyjny z innymi działaczami ukraińskimi, opowiadając się za koniecznością stworzenia jednej literatury w tym języku tworzonej na ziemiach zamieszkiwanych przez Ukraińców w Austrii i Rosji. Zmarł w 1843 na gruźlicę.
Syn Markijana – Wołodymyr Szaszkewycz był również pisarzem i poetą.

## Życiorys

### Edukacja i wczesna działalność
Był synem kapłana greckokatolickiego, Semena Szaszkewycza (1785–30.1.1833 w Kniażem). Dzieciństwo spędził we wsi Kniaże, gdzie jego ojciec służył w miejscowej cerkwi. Edukację na poziomie podstawowym zdobywał początkowo w domu, później zaś w szkole w Złoczowie. Następnie ukończył Gimnazjum w Brzeżanach. Już w dzieciństwie zainteresował się ruską kulturą ludową i zaczął tworzyć pierwsze wiersze.
Od 1829 był słuchaczem greckokatolickiego seminarium duchownego we Lwowie. W okresie pobierania przezeń nauki w tejże szkole wielu kleryków zaangażowało się w polski ruch niepodległościowy oraz rewolucyjny. Niezadowolona z tego faktu hierarcha greckokatolicka zachęcała ich, by skupili się raczej na pracy oświatowej wśród niepiśmiennych Rusinów galicyjskich. Szaszkewycz odpowiedział na ten apel i podjął pracę nad przygotowaniem Czytanki dla szkół parafialnych. Metropolita lwowski Michał Lewicki zobowiązywał ponadto kleryków do redagowania i wygłaszania mów o obowiązkach wobec władców. 12 lutego 1835 mowę taką wygłosił Szaszkewycz, co było jego pierwszym publicznym wystąpieniem. Było to pierwsze wystąpienie zaprezentowane w seminarium w języku ukraińskim (nie zaś w jednym z trzech najpopularniejszych języków – po łacinie, polsku lub niemiecku). Mowa spotkała się z ogromnym entuzjazmem słuchaczy, zarówno z powodu wybranego języka, jak i treści – Szaszkewycz sprzeciwił się w niej podporządkowywaniu ukraińskiego ruchu narodowego ruchowi polskiemu i podkreślał niezależność obydwu narodów. Prawdopodobnie przemówienie zawierało również akcenty austrofilskie. Jego treść znana jest jedynie z relacji Mykoły Ustyjanowicza, przetrwał także wiersz na cześć cesarza stanowiący jej część. Oda na cześć cesarza została wydrukowana w 250 egzemplarzach w Instytucie Stauropigialnym, krążyła ponadto w odpisach ręcznych. Cieszyła się niezwykłą popularnością wśród Ukraińców, dla których była dowodem, iż ich język, utożsamiany dotąd z chłopstwem, stał się językiem literatury wysokiej. Niechętnie natomiast fakt wygłoszenia mowy po ukraińsku przyjęły środowiska polskie.
Uznając szczere austrofilstwo Szaszkewycza za możliwe, Jan Kozik odrzuca natomiast pogląd o analogicznym poparciu dla Rosji z jego strony, o co był on podejrzewany przez polskie organizacje niepodległościowe.

### Działalność „Ruskiej Trójcy”
W czasie studiów w seminarium poznał innego fascynata folkloru Rusinów galicyjskich – Jakowa Hołowackiego, po czym zaproponował mu założenie kółka samokształceniowego zajmującego się poznawaniem języka cerkiewnosłowiańskiego i ruskiego. Wkrótce dołączył do nich student filozofii Iwan Wahyłewycz. Młodzi ludzie porozumiewali się ze sobą jedynie w dialekcie ruskim, co sprawiło, iż ich koledzy z uczelni nazwali ich „Ruską Trójcą”. Nazwę tę przyjęli oni następnie dla swojego kółka. Hołowacki, Szaszkewycz i Wahyłewicz nadali założonej grupie cechy tajnego ugrupowania, złożyli przysięgę, iż do końca życia będą walczyć o ideały narodu ruskiego oraz przyjęli tajne słowiańskie imiona (Szaszkewycz wybrał imię Rusłan). Do założenia kółka Szaszkewycza zainspirowała twórczość Iwana Kotlarewśkiego i M. Maksymowycza. „Ruska Trójca” podjęła działalność na rzecz rozwoju języka i literatury ukraińskiej, licząc, iż deklaracje lojalności wobec władz austriackich pozwolą na jej swobodne kontynuowanie.
Szaszkewycz blisko przyjaźnił się z Tadeuszem Wasilewskim, wicemarszałkiem sejmu stanowego Galicji. Wasilewski przychylnie odnosił się do rozwijającego się ukraińskiego ruchu narodowego i być może z tego powodu został protektorem młodego twórcy. Zainteresował go literaturami: polską i serbską oraz umożliwił mu korzystanie z własnej biblioteki w Dzikowie. Szaszkewycz wielokrotnie podkreślał swoją wdzięczność wobec Wasilewskiego. Literatury słowiańskie oraz ogólne prądy rozwoju innych narodów słowiańskich stanowiły główną inspirację dla aktywności „Ruskiej Trójcy”. Kwestia, na ile Szaszkewycz znał literaturę zachodnioeuropejską i czerpał z niej inspirację, nie jest jednoznacznie wyjaśniona. Wiadomo natomiast, iż zapoznał się z tekstami Lindego, Karadžicia, Šafárika, posiadał wiedzę teoretyczną z zakresu językoznawstwa i słowianoznawstwa. Razem z bratem Antonem gromadził również pieśni ludowe z regionu złoczowskiego. Markijan Szaszkewycz jako pierwszy, wyprzedzając autorów z Ukrainy Naddnieprzańskiej, zaczął tworzyć wiersze i opowiadania w ludowym języku ruskim, jak również pisać w tym języku opracowania z zakresu literatury i etnografii. Był zresztą jedynym autorem z kręgu „Ruskiej Trójcy”, który biegle opanował ludowy, żywy język ruski.
W latach 1830–1831, pod wpływem powstania listopadowego oraz idei odrodzenia narodów słowiańskich, „Ruska Trójca” zredagowała tom zatytułowany Syn Rusi, nieprzeznaczony do druku. Zawierał on apel do Rusinów galicyjskich o uznanie swojej odrębności narodowej, współpracy na rzecz tworzenia literatury w ojczystym języku i podjęcia działań na rzecz walki z analfabetyzmem i zacofaniem. Pod wpływem poznanych utworów pisanych w języku ukraińskim i publikowanych w Rosji oraz po wydrukowaniu przez M. Maksymowycza zbioru ruskich dum Ruska Trójca postanowiła skoncentrować swoje wysiłki na badaniach nad folklorem, zyskując pewną popularność w Galicji. Wiosną 1834 hrabia Jan Tarnowski zaprosił prekursorów grupy do swojego pałacu w Dzikowie w celu dokonania inwentaryzacji dokumentów pisanych w cyrylicy. O ile najbardziej sprawnym organizatorem spośród członków Ruskiej Trójcy był Jakiw Hołowacki, Markijan Szaszkewycz pozostawał jej głównym ideologiem. Zdaniem Włodzimierza Mokrego był również najbardziej utalentowany literacko z trójki twórców grupy.
W 1834 członkowie Ruskiej Trójcy ukończyli almanach Zoria, pysemce pryświaszczennoje ruskomu jazyku, po czym przekazali go do zaopiniowania przez lwowską cenzurę. Jego treść nie jest w pełni znana; Jakiw Hołowacki twierdził, iż zawarty w nim materiał wszedł następnie w skład Rusałki Dniestrowej. Uznanie almanachu za niedopuszczalny do druku załamało Szaszkewycza, który stracił wówczas nadzieję na szybki rozwój literatury ruskiej w Galicji, uznał działanie na rzecz oświaty ludu za „dziecięcą zabawę” i uznał reformy odgórne za jedyną drogę rozwoju języka i piśmiennictwa ukraińskiego.
W 1837 członkowie Ruskiej Trójcy wydali tom zatytułowany Rusałka Dniestrowa, w którym zawarli kilka pieśni ludowych, kilka utworów własnych, tłumaczeń z różnych języków słowiańskich oraz rozważania nad piśmiennictwem staroruskim. Mimo faktu, iż dzieło nie zawierało przesłania politycznego, z powodu trudności z cenzurą ukazało się nie w Galicji, a na Węgrzech. Inicjatorzy publikacji zostali objęci nadzorem policyjnym, zaś konsystorz greckokatolicki udzielił im upomnienia, najsurowiej oceniając działalność Hołowackiego. Badania nad piśmiennictwem słowiańskim były w ówczesnej Austrii traktowane jako przestępstwo.
Działalność Ruskiej Trójcy miała decydujące znaczenie dla rozwoju ukraińskiego ruchu narodowego w Galicji. Jednak represje policyjne, jakie spotkały członków koła po publikacji Rusałki..., doprowadziły do rozluźnienia więzi między nimi, kładąc kres działalności grupy.

### Ostatnie lata

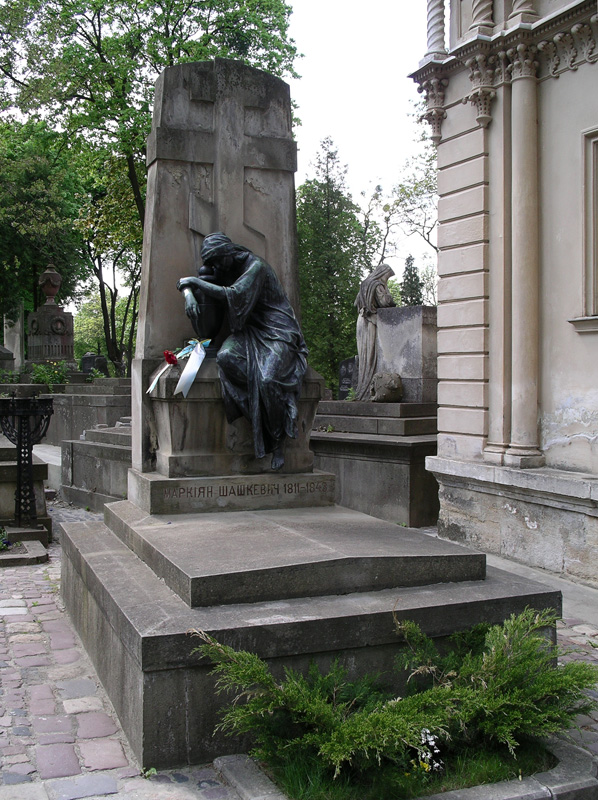
Nagrobek Szaszkewycza na Cmentarzu Łyczakowskim we Lwowie

W roku wydania Rusałki Dniestrowej Szaszkewycz ukończył seminarium duchowne we Lwowie (kształcił się w nim z przerwami; w lutym 1830 został relegowany ze szkoły, po czym przyjęty ponownie), ożenił się i został wyświęcony na kapłana. Służył w parafiach w Humniskach, Niestanicach i Nowosiółkach. Nieliczne zachowane listy jego autorstwa świadczą, iż mimo stałych kłopotów finansowych i obowiązków duszpasterskich nadal żywo interesował się rozwojem literatury ukraińskiej. Uważał piśmiennictwo tworzone w języku ukraińskim, bądź w dialektach ruskich w Galicji i w Rosji za dwie części składowe tej samej literatury narodowej i opowiadał się za jego zjednoczeniem w jeden nurt.
Markijan Szaszkewycz zmarł w 1843 wskutek gruźlicy, na którą cierpiał jeszcze w czasie nauki w seminarium, w głębokim ubóstwie. Został pochowany w Nowosiółkach. Po pięćdziesięciu latach od śmierci jego szczątki zostały przeniesione na Cmentarz Łyczakowski we Lwowie. Jakiw Hołowacki poświęcił mu wspomnienia.

## Twórczość literacka
Znane są 42 utwory autorstwa Markijana Szaszkewycza. Lista jego dzieł skompilowana w 1965 obejmuje następujące utwory poetyckie:
- Słowo do cztytelej ruśkoho jazyka, 1833
- Chmelnyćkoho obstupłenije Lwowa, 1834
- O Naływajku, 1833–1834
- Bołesław Krywoustoj pid Hałyczom, 1834
- Tuha, data nieznana
- Wirna, data nieznana
- Syn lubimomu otciu, 1833
- Pohonia, 1833
- [Poza tychyj za Dunaj], 1833–1834
- [Misjaczeńko kruhłokołyj zakrywsja chmaroju], 1833–1834
- Do ***, 1833
- Zhadka (data nieznana)
- Rozpuka (przed 1837)
- Wesniwka (przed 1837)
- Tuha za myłoju (przed 1837)
- Sumrak weczernij (przed 1837)
- Łycha dola, 1836
- Do myłoji, 1836–1838
- Dumka 1836–1838
- Pidlisie, data nieznana
- Nad Buhom, 1838
- A wiesz ty?, wiersz w języku polskim, 1838
- Moje niebo, wiersz w języku polskim, 1838
- Bezridnyj, 1840
- Opychane, pane?, 1840
- Banduryst, 1840–1842
- Pobratymowi, data nieznana
- Dumka, data nieznana
- Druhowi, data nieznana
- Ruśka mowa, data nieznana
- Wirytełewi, data nieznana
- [Sered polja, kraj mohyły], data nieznana
- [Na zełenij połonyni], data nieznana
- cykl Piseńki i hraczki ditocziji, data nieznana
- Oteć sja odyn uczytela pytaw, data nieznana
- Dnistrowanka, data nieznana

Szaszkewycz jest ponadto autorem opowiadania pt. Ołena oraz przekładów pieśni ludowych serbskich i czeskich.
Na mniejszą skalę poeta zajmował się przekładami z innych języków na język ukraiński. Przełożył wiersz Franciszka Karpińskiego Do Justyny, fragment poematu Zamek kaniowski oraz Płacz Jarosławny, ustęp ze Słowa o pułku Igora. Jego przekłady, pełne archaizmów i zapożyczeń, mają współcześnie jedynie znaczenie historyczne, chociaż i tak posiadają największą wartość ze wszystkich prób translatorskich członków Ruskiej Trójcy.

### Inspiracje literaturą polską
Znaczący wpływ na twórczość Szaszkewycza miały almanachy Pątnik Lwowski (1827) oraz Haliczanin (1830), tworzone przez polskich autorów; mógł w nich przeczytać teksty polskich twórców zainspirowane folklorem ruskim, jak i przekłady ludowych pieśni ruskich, serbskich i czeskich. Równie istotną inspiracją były dla niego dzieła Adama Mickiewicza, Michała Czajkowskiego oraz Kazimierza Brodzińskiego. Inspiracją dla noweli Ołena była najprawdopodobniej opowieść Eugeniusza Brockiego Opryszki w Karpatach. Wiersz Pohonia powstał pod wpływem utworu L. Borkowskiego Kozak. W jego Słowie do cztytelej ruskoho jazyka widoczne są nawiązania do Ody do młodości Mickiewicza, podczas gdy w wierszu Bolesław Krywoustyj pid Hałyczem w 1139 r. wyraźne są podobieństwa względem Warszawianki 1831 roku. Zdaniem tego samego autora Szaszkewycz w dziele tym polemizował z wymową utworu Juliana Ursyna Niemcewicza pt. Bolesław Krzywousty (poeta ukraiński doskonale znał tom Śpiewy historyczne tego autora); pragnąc ukazać ruski punkt widzenia względem polityki wschodniej Krzywoustego świadomie przedstawił w wierszu fikcyjną bitwę, rozgrywającą się w roku, gdy historyczny Krzywousty już nie żył. Przesłanie wymienionego wiersza zawierało przy tym akcenty antypolskie, którymi zostało zastąpione silnie antyrosyjskie brzmienie pierwowzoru. Włodzimierz Mokry twierdzi przy tym, iż Szaszkewycz nie był wrogiem polskiego ruchu niepodległościowego, a raczej odnosił się do niego z sympatią. Sprzeciwiał się jednak wspólnej walce Rusinów i Polaków, pragnąc wskazać tym pierwszym, iż posiadają własne tradycje historyczne i winni dążyć do budowy niepodległego państwa.

### Wizja przeszłości Rusi

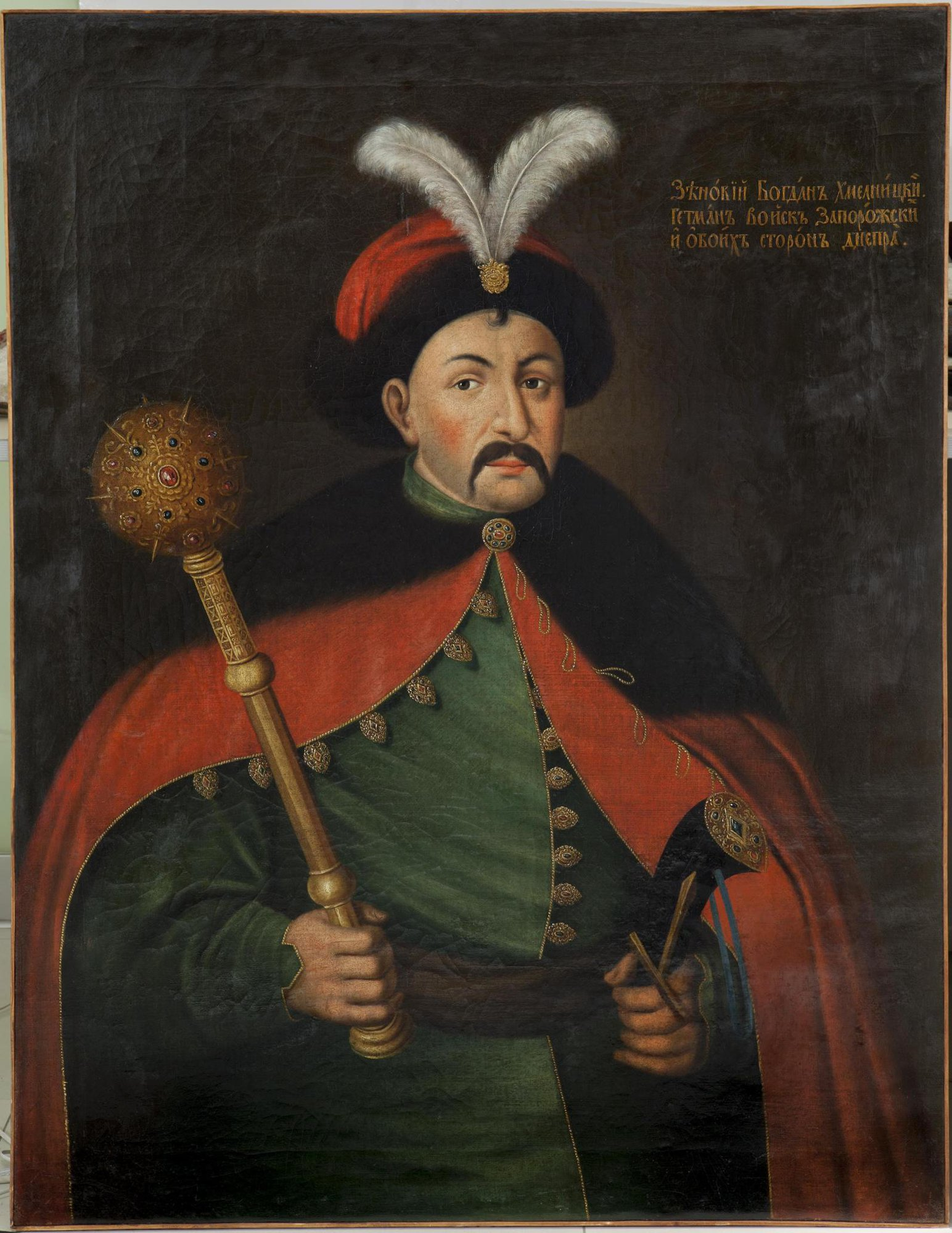
Bohdan Chmielnicki. Markijan Szaszkewycz był zafascynowany jego postacią i uczynił go bohaterem swoich utworów

Szaszkewycz idealizował przeszłość Rusi, dokonywał apoteozy chrztu Rusi i rządów Włodzimierza Wielkiego. Historię ziem ruskich uważał za podstawę literatury narodowej i źródło idei, jakie mogłyby znajdować w niej wyraz. Szczególną czcią, obok początków państwa ruskiego, darzył epokę kozacką, postacie Seweryna Nalewajki, Iwana Konowczenki, półlegendarnego watażki Dowbusza oraz Bohdana Chmielnickiego, którego portret chciał nawet umieścić w Rusałce Dniestrowej. Według Włodzimierza Mokrego, Szaszkewycz wybierając tematy dla swoich wierszy historycznych, każdorazowo decydował się na przedstawianie w poezji wydarzeń z epoki kozackiej z uwagi na trwałość pamięci o nich wśród Rusinów galicyjskich, jak również fakt, iż pragnął przedstawiać epizody z dziejów stosunków ukraińsko-polskich.
Utwory Szaszkewycza o tematyce kozackiej cechuje dynamika i stylizacja na ludowe kozackie dumy. W jego dziełach przyroda i społeczność kozacka współistnieją i oddziałują na siebie (np. pojawienie się czarnych wron zapowiada klęskę wojsk Nalewajki). Walka Kozaków zostaje poddana heroizacji, ponadto nawet pisząc o przegranym powstaniu Nalewajki Szaszkewycz stara się stworzyć wrażenie, że sytuacja Zaporożców nie jest beznadziejna (nie pisze nic o śmierci Nalewajki). Opisując walki w czasie powstania Chmielnickiego dokonuje gloryfikacji hetmana kozackiego, jednak podkreśla również waleczność wszystkich jego podkomendnych. Obok utworów poświęconych postaciom historycznym, w dorobku Szaszkewycza znajdują się również dzieła poświęcone bezimiennym Kozakom (Pohonia), zawierające poetyckie obrazy wolnych, odważnych i zżytych z naturą Zaporożców.
Szczególne miejsce wśród dzieł Szaszkewycza poświęconych Kozakom zajmuje opowiadanie Ołena, zainspirowane ludowymi pieśniami o Kozakach i hajdamakach oraz powieścią sowizdrzalską. Bohaterem dzieła jest szlachetny zbójnik Medwediuk, który ratuje tytułową Ołenę przed porwaniem przez dziedzica i umożliwia jej powrót do narzeczonego. W utworze poeta powtórzył poglądy prostych chłopów na działalność karpackich zbójników, starał się również maksymalnie upodobnić język i styl tekstu do autentycznych pieśni ludowych.

### Wizja przyrody
Szaszkewycz uważał się za panteistę; był przekonany, iż świat przyrody podlega stałym przemianom, przy czym odbywają się one według ustalonego przez Boga porządku i są wyrazem jego nadnaturalnych sił. Bóg jest w jego poezji gwarantem ładu w naturze (Piseńki i hraczki ditocziji). Włodzimierz Mokry podkreśla, iż Szaszkewycz był człowiekiem głęboko wierzącym, przy czym była to wiara prosta, ludowa. Dowodem harmonii w przyrodzie było zdaniem Szaszkewycza np. budzenie się do życia całej przyrody wiosną. Człowiek w jego poezji nie stoi w opozycji do natury, lecz może funkcjonować w zgodzie z nią.
Głębokie przywiązanie Szaszkewycza do natury uwidaczniało się w wierszach, w których poprzez opisy przyrody przekazywał on własne uczucia. W wierszu Nad Buhom kontrastował własny smutek z bystrą, pełną ryb rzeką.

### Rola artysty
Podobnie jak inni romantycy, Szaszkewycz uważał poetów za duchowych przywódców ludu, jego oświecicieli i proroków. W odróżnieniu jednak od innych twórców, nie uważał, by talent poetycki wykluczał twórcę ze społeczeństwa, skazywał go na niezrozumienie i samotność czy też równał się buntowi przeciwko Bogu. Wizję poety, wędrownego lirnika, który jest przez ruskich chłopów przyjmowany z radością i szacunkiem, a słuchaczom niesie pocieszenie w codziennych troskach, zawarł w wierszu Bandurzysta. W ocenie ukraińskiego badacza J. Jaremy optymistyczna wizja poety oddaje charakter samego Szaszkewycza, któremu obce było głębokie poczucie krzywdy cechujące zdaniem Jaremy, np. Tarasa Szewczenkę. W jego opinii poezji Szaszkewycza obce są „płomienne zmagania” lub silne pragnienia, cechujące prawdziwą poezję. Uważa on twórcę za jednostkę pasywną, która pozwalała innym wpływać na swój światopogląd, nie tworzyła indywidualnego uniwersum poetyckiego. Wreszcie wskazuje on, iż na twórczość Szaszkewycza wpływało rosnące rozczarowanie stosunkami panującymi w ukraińskim życiu kulturalnym w Galicji. Włodzimierz Mokry nie podziela do końca tej opinii. O ile zgadza się on, iż poeta przekazywał w swoich wierszach przede wszystkim własny nastrój i jego przemiany, nie był również buntownikiem, nie uważa, by ocena Szaszkewycza jako jednostki pasywnej była w pełni uzasadniona. Podkreśla, że przynajmniej niektóre z jego wierszy mają charakter bliski agitacji politycznej.

### Udział w dyskusji o języku ruskim i badania nad jego gramatyką
Wszyscy członkowie Ruskiej Trójcy żywo interesowali się dyskusją o roli i kształcie języka ruskiego. Szaszkewycz uważał, iż język jest głosem narodu. W związku z tym przeciwstawiał się upowszechnianiu się języka polskiego wśród ludności pochodzenia ruskiego, w tym jego przenikaniu do Cerkwi greckokatolickiej. Był również przeciwnikiem projektu zmiany alfabetu służącego do zapisywania języka ukraińskiego. Twierdził, iż jedynie alfabet cyrylicki nadaje się do zapisywania dźwięków języków wschodniosłowiańskich. Pogląd ten wyłożył w pracy Azbuka i abecadło z 1836. W pracy tej Szaszkewycz powtórzył ponadto poglądy J. Kamińskiego (znane mu z polskich almanachów), według których gramatyka jest z jednej strony metodą organizacji języka, z drugiej zaś – techniką „objawienia ducha narodu”. Opracowane przez Szaszkewycza podręczniki do nauki języka ruskiego (Czytanka dla ludu) zostały wydane dopiero po jego śmierci, w 1849 i 1853. Azbuka i abecadło została wydrukowana jedynie w nakładzie 3 tys. egzemplarzy, co uniemożliwiło odegranie przez nią szerszej roli w dyskusjach nad językiem. Zdaniem Włodzimierza Mokrego zdołała jednak przekonać część Rusinów galicyjskich, iż grozi im polonizacja i całkowita utrata etnicznej (narodowej) odrębności. Broniąc cyrylicy, Szaszkewycz sam dopuszczał posługiwanie się jej zmodyfikowaną wersją i zapisywał swoje teksty grażdanką. Jedynie alfabet łaciński uważał za niedopuszczalny, a jego przyjęcie – za równoznaczne z utratą tożsamości narodowej.
Przyczynił się do uznania zasady zapisu fonetycznego w ortografii języka ukraińskiego.

## Upamiętnienie
- Pomnik i plac we Lwowie.
- Ulice w Tarnopolu, Iwano-Frankiwsku, Stryju i innych miejscowościach.